# Foca Cove
Die Foca Cove ist eine kleine Bucht an der Westküste von Signy Island im Archipel der Südlichen Orkneyinseln. Sie liegt unmittelbar südlich des Foca Point.
Das UK Antarctic Place-Names Committee benannte sie in Anlehnung an die Benennung des Foca Point. Dessen Namensgeber ist das Walfangschiff Foca der Gesellschaft Compañía Argentina de Pesca, das die Südlichen Orkneyinseln im Dezember 1926 angelaufen hatte.